# Hadrosauroidea
Hadrosauridae (áp long - khủng long mỏ vịt), bao gồm các loài Khủng long chân chim như Edmontosaurus và Parasaurolophus. Chúng là loài động vật ăn cỏ phổ biến trong cuối thời kỳ kỷ Phấn trắng trên vùng đất mà ngày nay là châu Á, châu Âu và Bắc Mỹ. Chúng là hậu duệ của khủng long Iguanodontian và có cấu trúc cơ thể tương tự. Hadrosaurid là ornithischians.
Hadrosaurids được chia thành hai phân họ chính. Các Lambeosaurinae có đỉnh sọ rỗng hoặc ống, và nói chung ít cồng kềnh. Saurolophines, được xác định là Hadrosaurines trong hầu hết các công trình trước nghiên cứu trước năm 2010 (Saurolophinae hoặc Hadrosaurinae), thiếu đỉnh sọ rỗng (đỉnh rắn đã có mặt trong một số loài) và nói chung lớn hơn.

## Hình ảnh

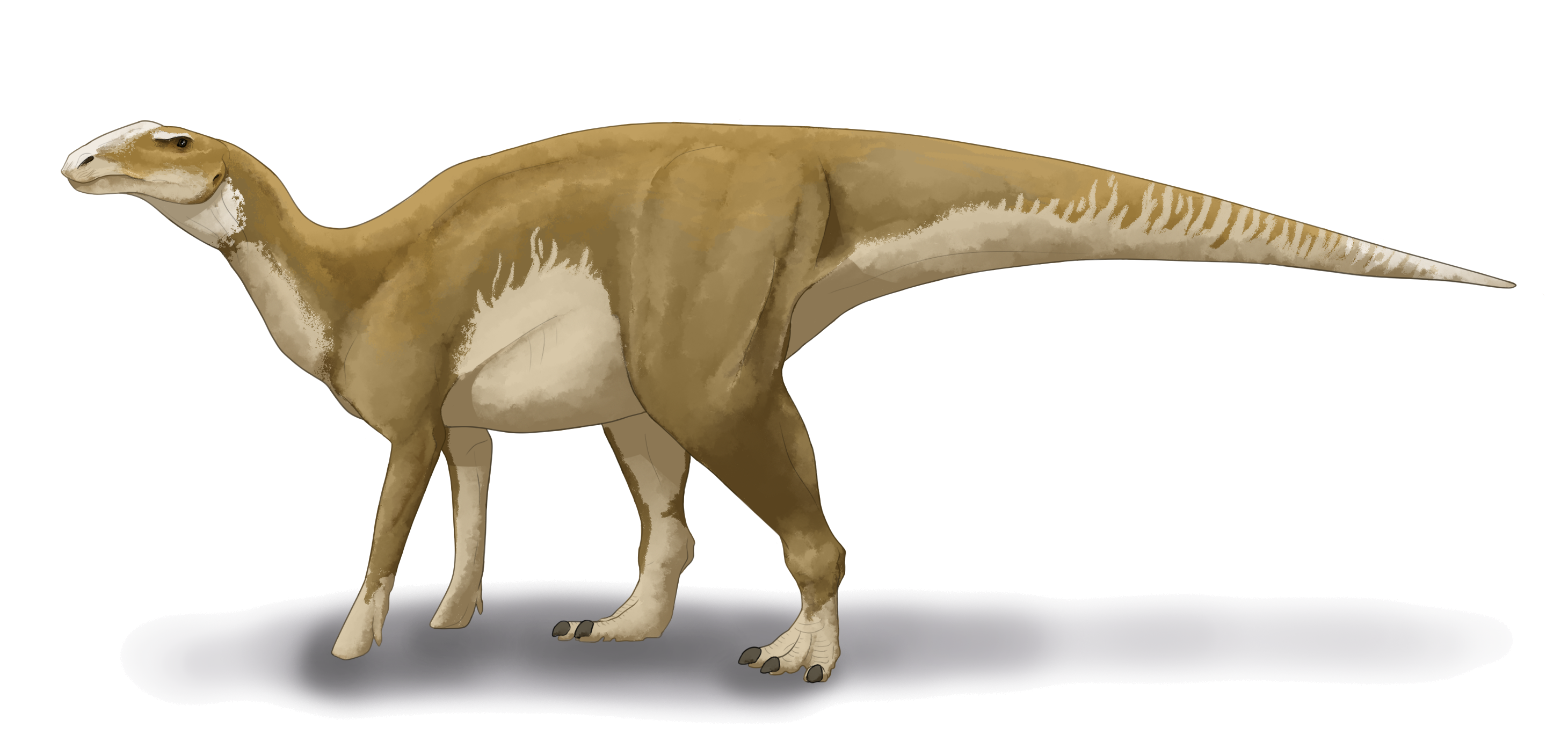
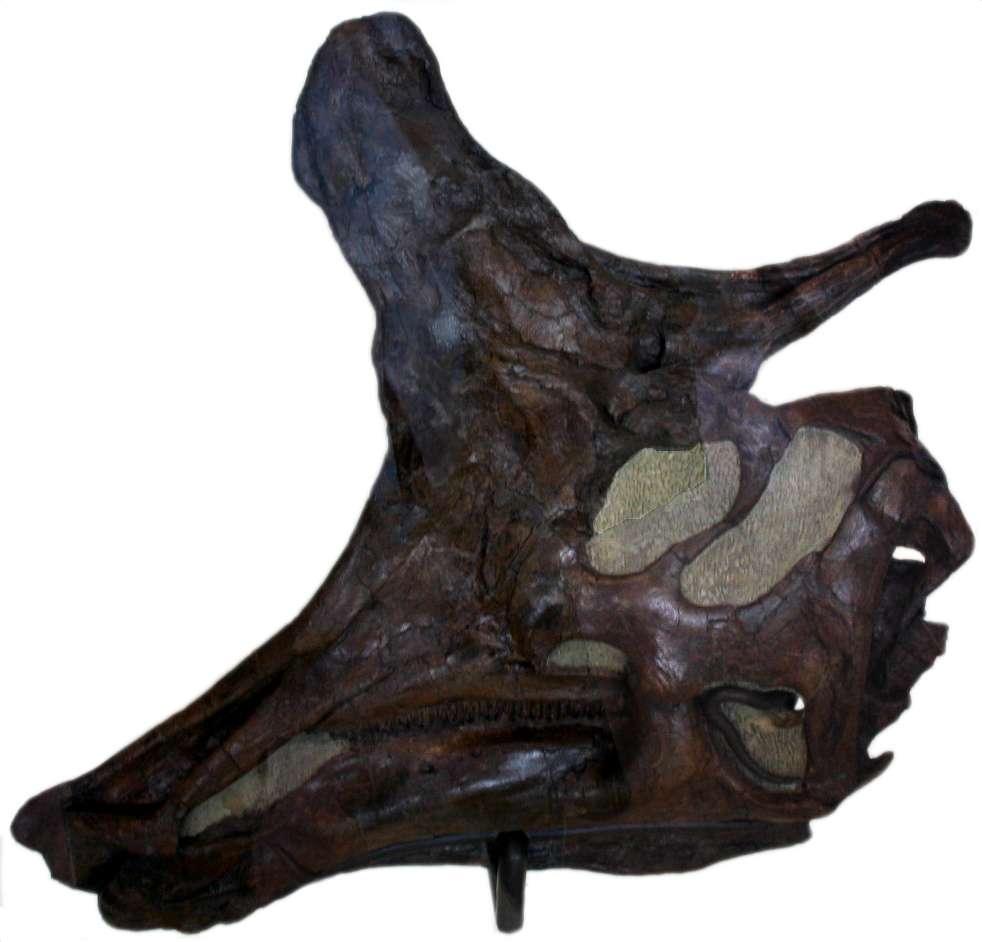
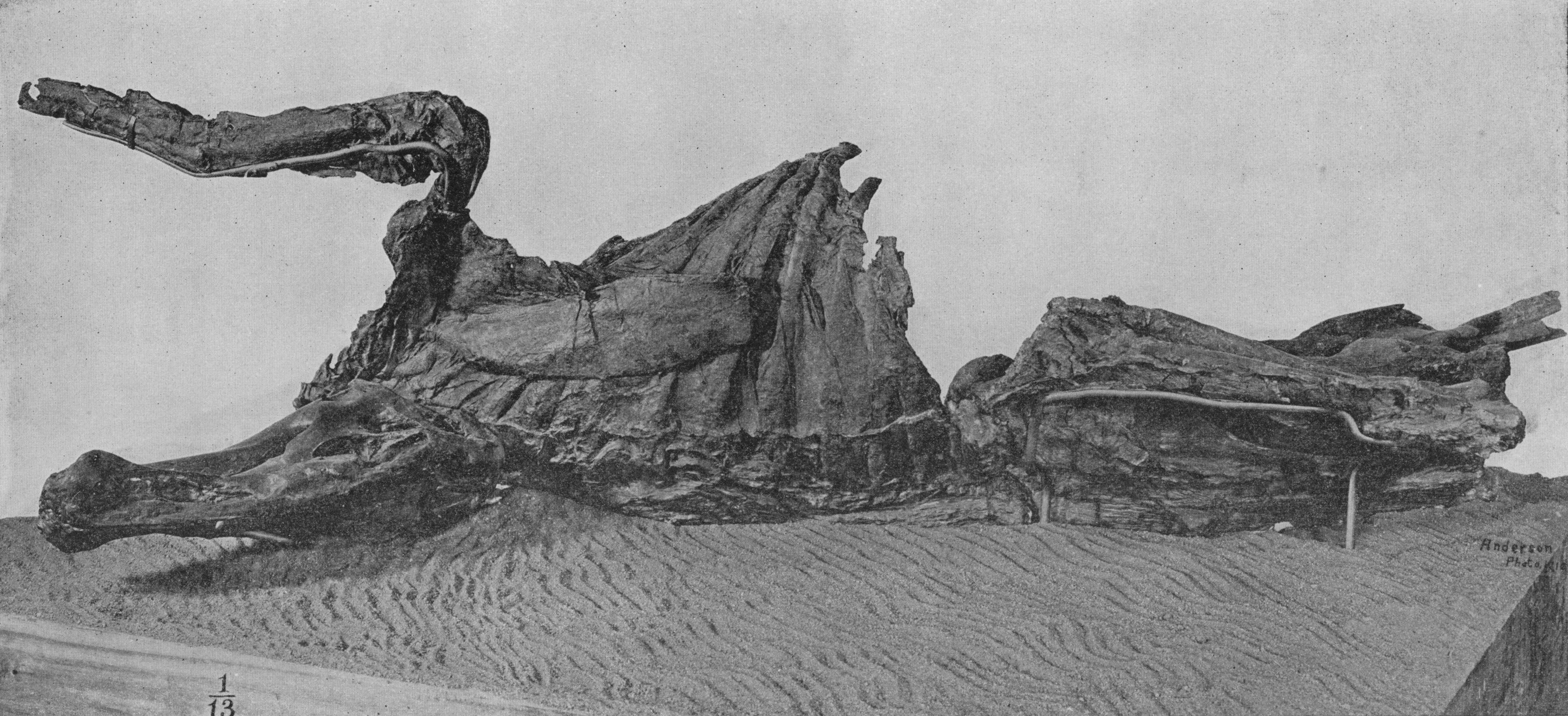
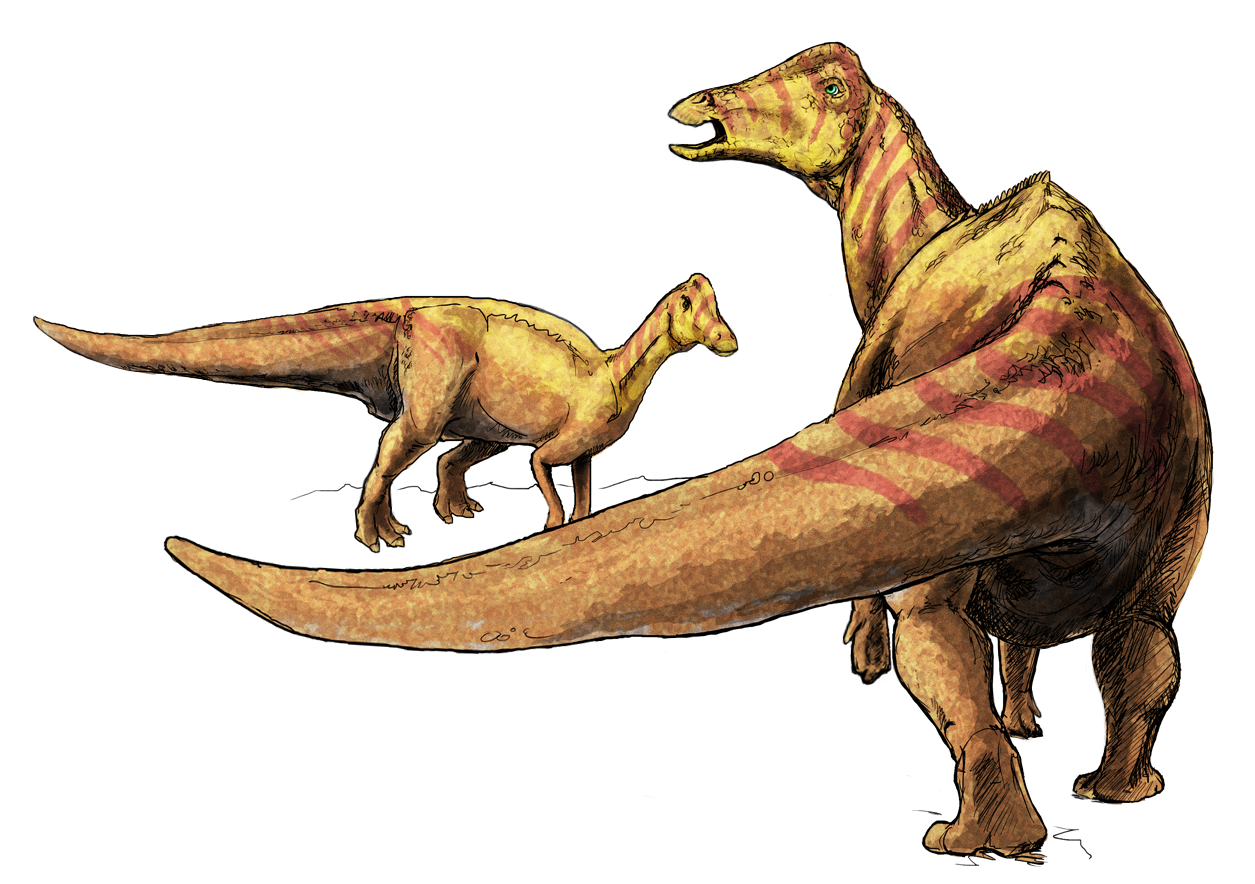